# Waldemar Steffen
Waldemar Steffen (* 23. November 1872 in Hamburg; † 12. Februar 1965 ebenda) war ein deutscher Leichtathlet.
1898 erzielte er im Hochsprung 1,84 m. Diese Höhe wurde allerdings nicht als deutscher Rekord anerkannt, da wohl nur eine Schnur überquert wurde.
Bei den Olympischen Spielen 1900 in Paris wurde er mit seiner persönlichen Bestweite von 6,30 m Achter im Weitsprung. Im Hochsprung teilte er sich mit zwei weiteren Athleten, die 1,70 m übersprangen, den vierten Platz. Im Dreisprung schaffte er es nicht unter die besten sechs, im Standdreisprung nicht unter die besten Vier.
Waldemar Steffen startete für den SC Germania Hamburg, einem der Vorläufervereine des Hamburger SV.
Seine heute verwaiste Grabstätte befindet sich auf dem Friedhof Ohlsdorf (Planquadrat U 12).